# Brian Head
Brian Head es un pueblo del condado de Iron, estado de Utah, Estados Unidos. La población, según el censo de 2000 era de 118 habitantes, con un ligero incremento respecto a 1990, cuando tenía 109 habitantes. En Brian Head se encuentra el la estación de esquí de Brian Head.

## Geografía
Brian Head se encuentra en las coordenadas 37°41′56″N 112°50′41″O / 37.69889, -112.84472.
Según la oficina del censo de Estados Unidos, la localidad tiene un área total de 8,0 km². No tiene superficie cubierta de agua.

## Demografía
Según el censo de 2000, había 118 habitantes, 55 casas y 33 familias residían en la ciudad. La densidad de población era 14,7 habitantes/km². Había 912 unidades de alojamiento con una densidad media de 113,6 unidades/km².
La máscara racial de la ciudad era 99,15% blanco, 0,85% afroamericano. Los hispanos o latinos de cualquier raza eran el 0,85% de la población.
Había 55 casas, de las cuales el 18,2% tenía niños menores de 18 años, el 49,1% eran matrimonios, el 1,8% tenía un cabeza de familia femenino sin marido, y el 40,0% no son familia. El 38,2% de todas las casas tenían un único residente y no había casas con sólo residentes mayores de 65 años. El promedio de habitantes por hogar era de 2,15 y el tamaño medio de familia era de 2,85.
El 22,0% de los residentes es menor de 18 años, el 4,2% tiene edades entre los 18 y 24 años, el 27,1% entre los 25 y 44, el 34,7% entre los 45 y 64, y el 11,9% tiene 65 años o más. La media de edad es 43 años. Por cada 100 mujeres había 131,4 hombres. Por cada 100 mujeres de 18 años o más, había 130,0 hombres.
El ingreso medio por casa en la ciudad era de 44.063$, y el ingreso medio para una familia era de 44.375$. Los hombres tenían un ingreso medio de 43.750$ contra 28.750$ de las mujeres. Los ingresos per cápita para la localidad eran de 32.647$. Aproximadamente el 8,8% de las familias y el 5,4% de la población está por debajo del nivel de pobreza, incluyendo a ningún menor de 18 años y a ningún mayor de 65.